# Apataniana bulbosa
Apataniana bulbosa là một loài Trichoptera trong họ Apataniidae. Chúng phân bố ở miền Cổ bắc.